# جنرال الکتریک اف۱۱۸
جنرال الکتریک اف۱۱۸ (به انگلیسی: General Electric F118) یک موتور هواگرد ساختِ کارخانهٔ جی‌ئی اوییشن در کشور ایالات متحده آمریکا است.